# 木下昌直
木下 昌直（きのした まさなお）は、戦国時代から江戸時代初期にかけての武将。龍造寺氏に仕えて武勇の誉れ高く、龍造寺四天王の一人と称される。

## 生涯
木下覚順（伊予守）の子であるが、実は京都出身で覚順の養子であったという。肥前国から北九州を席巻する戦国大名・龍造寺隆信に仕え、その重臣・鍋島直茂の麾下となる。永禄5年（1562年）梶峰城攻略に従軍、敵将・内田治部少輔の首級を挙げる。また天正6年（1578年）梅尾城の小代氏攻撃では、かねてより交流のあった小代親忠の降伏を仲介している。
天正12年3月24日（1584年5月4日）島原半島における島津氏との戦い（沖田畷の戦い）では鍋島直茂ら率いる別働隊に加わる。しかし本隊は島津軍の攻撃により壊滅状態となり、隆信や主要な武将が相次いで戦死する。同僚だった北島治部丞と共に隆信の戦死を直茂に報告した昌直は、撤退を開始した鍋島隊の殿軍の将となって奮戦した。その後、直茂の部将である下村生運らが守将となっていた大野城へ赴き、守将らと共にようやく帰還した。
文禄元年（1592年）文禄の役では鍋島直茂に従って渡海。その後は出家し、生安と号した。
後世、龍造寺四天王として数えられるが、四天王の中では唯一沖田畷の敗戦を生き残っているほか、隆信の直臣でなかったという点で他の四天王と一線を画している。子の四郎兵衛は龍造寺家をそのまま継承した鍋島氏に仕え、以後の子孫も佐賀藩士として命脈を保った。